# Manfred Paul Fleischer
Manfred Paul Fleischer (* 26. Juni 1928 in Nieder Peilau-Schlössel) ist ein deutscher Historiker.

## Leben
Fleischer wanderte 1952 in die USA aus. Er erlangte den B.A. 1955 am Wagner College in New York, den Bachelor of Divinity (theologischer Abschluss) 1959 am Lutheran Seminary in Philadelphia und den M.A. 1961 an der University of Pennsylvania. Fleischer promovierte 1965 in Erlangen, wo er ein Schüler von Hans-Joachim Schoeps war, mit einer Dissertation über  „das katholisch-lutherische Gespräch“. Danach war er in den USA zeitweise als Pfarrer und Deutschlehrer tätig. Ab 1963 lehrte er als Dozent für Geschichte und ab 1965 als Professor an der University of California, Davis. Zu den Schwerpunkten seiner Forschung gehören Wechselwirkungen zwischen Christentum und abendländischer Kultur.

## Schriften (Auswahl)
- Katholische und lutherische Ireniker. Unter besonderer Berücksichtigung des 19. Jahrhunderts. Göttingen 1968, OCLC 462630654.
- Späthumanismus in Schlesien. Ausgewählte Aufsätze. München 1984, ISBN 3-7689-0207-2.
- als Herausgeber: The Harvest of Humanism in Central Europe. Essays in Honor of Lewis W. Spitz. St. Louis 1992, ISBN 0-570-04560-6.